# Доктор, Рубен
Рубен Доктор (идиш ראובֿן דאָקטאָר‎ — Ривн Доктор, англ. Reuben Doctor; 1882, Единцы, Хотинский уезд, Бессарабская губерния — 1940, Нью-Йорк) — американский актёр еврейского театра на идише, более известный как поэт-песенник, либреттист и автор-исполнитель песен.
Рубен (Ривн) Доктор родился в Единцах в бедной семье. В четырнадцатилетнем возрасте самостоятельно переехал в Лондон, где поселился у дяди. Был синагогальным певчим, хористом, затем присоединился к еврейской водевильной труппе на лондонском Ист-Энде.
В 1908 году переехал в США. Играл в различных водевильных труппах, в еврейском театре, записывался на радио и грампластинки. Опубликовал более 80 песен на собственные стихи, из которых около 50 записал в собственном исполнении. К некоторым из песен также написал мелодии, в том числе к самой известной своей песне «Их бин а boarder ба майн вайб» (Я — временно поселившийся у собственной жены, 1922). Песня стала шлягером, впоследствии исполнялась многочисленными звёздами еврейской сцены, в том числе Файвушем Финкелем.